# Józef Kozłowski (kompozytor)
Józef Kozłowski ros. Осип (Иосиф) Антонович Козловский (ur. 1757, zm. 27 lutego?/11 marca 1831 w Petersburgu) – polski muzyk, pianista i kompozytor działający w Rosji. Protegowany Grigorija Potiomkina. Spopularyzował poloneza na dworze carskim. Autor Niech rozgrzmiewa pieśń zwycięstwa, jednego z hymnów Rosji, oraz twórca rosyjskiego romansu jako gatunku muzycznego.

## Życiorys
Syn Antoniego Kozłowskiego. Pochodził z polskiej rodziny ziemiańskiej; według Wincentego Babrowicza urodził się w bliżej niezlokalizowanym chutorze Kozłowicze w okolicach Sławogradu (wówczas Propojska) w powiecie rzeczyckim (dzisiejsza Białoruś) i jako 7-letni chłopiec pod opieką swego wuja Wasyla Trutowskiego, muzyka i zbieracza pieśni ludowych, przyjechał do Warszawy, gdzie otrzymał podstawowe wykształcenie muzyczne. Początkowo był śpiewakiem, a następnie solistą w chórze chłopięcym przy kolegiacie św. Jana Chrzciciela w Warszawie, gdzie pełnił później funkcję organisty.
Około 1773 został nauczycielem muzyki Michała Kleofasa Ogińskiego i jego rodzeństwa na dworze w Guzowie i w Trokach. Około 1777 był krótko członkiem kapeli wojewody Józefa Gabriela Stempkowskiego w Łabuniu (powiat zasławski). W 1780 udał się do Rosji, gdzie poznał księcia Jurija Dołgorukowa, który nakłonił go do służby wojskowej i mianował swoim adiutantem podczas wojny tureckiej. W latach 1786–1796 służył w wojsku rosyjskim w randze oficera i brał udział w wojnie z Turcją (1787–1792). Zwrócił na siebie uwagę księcia Grigorija Potiomkina, który w 1790 zaprosił Kozłowskiego na swój dwór; od 1791 przebywał w Petersburgu, gdzie zyskał sławę jako organizator części muzycznej uroczystości urządzonych w 1791 przez Potiomkina na cześć zdobycia tureckiej twierdzy Izmaił (nad Dunajem). 
Dzięki poparciu Potiomkina został dyrektorem teatrów carskich w Petersburgu. Po śmierci protektora w październiku 1791 Kozłowski zamieszkał w domu Lwa Naryszkina, byłego faworyta cesarzowej Katarzyny II. Zapoznawał się wówczas z rosyjskim folklorem oraz komponował okolicznościową muzykę, stając się cenionym w Rosji twórcą. Od 1799 był inspektorem muzyki, zaś w latach 1803–1819 dyrektorem muzycznym w dyrekcji carskich teatrów. Po ataku paraliżu w 1819 Kozłowski przeszedł na emeryturę jako radca dworu. W 1822–1823 przebywał w Polsce, od 1824 zamieszkał ponownie w Petersburgu.
Pisał polonezy na orkiestrę, fortepian, muzykę do kilku dramatów. Jego uwertura do tragedii Fingal należy do najcenniejszych dzieł tego rodzaju w polskiej literaturze muzycznej. Jeden z jego polonezów śpiewany był jako rosyjski hymn narodowy (w latach 1791–1816); liczne msze i sławne Requiem es-moll op. 14 na śmierć króla Stanisława Augusta Poniatowskiego.